# Panamá (Metro de Lima y Callao)
Panamá es el nombre asignado a la vigesimosegunda futura estación de la línea 3 del Metro de Lima y Callao en Perú. Será construida de manera subterránea en el distrito de Miraflores, en el cruce de las avenidas Benavides y República de Panamá.